# Thomas Jacob (Rennrodler)
Thomas Jacob (* 11. November 1965 in Lichtenstein/Sa.) ist ein früherer deutscher Rennrodler.
Thomas Jacob war für den SC Traktor Oberwiesenthal am Start. In der zweiten Hälfte der 1980er Jahre gehörte er zu den besten Rennrodlern der Welt. 1986 gewann er in Oberhof vor Michael Walter und Torsten Görlitzer erstmals den Titel als DDR-Meister. Ein Jahr später musste sich der Sachse an selber Stelle Jens Müller und René Friedl geschlagen geben. Karrierehöhepunkt wurde die Teilnahme an den Olympischen Winterspielen 1988 von Calgary. Jacob startete im ersten Lauf als Viertplatzierter in den Wettbewerb und erreichte im zweiten Lauf die fünfte Zeit. Im dritten Lauf konnte er die beste Zeit aller Teilnehmer erreichen, vergab die gute Position aber durch die sechste Zeit im finalen vierten Durchgang und wurde schließlich Vierter hinter Jens Müller, Georg Hackl und Juri Chartschenko. 1989 wurde Jacob in Altenberg vor Friedl und Jörg Hoffmann letzter DDR-Meister im Rennrodeln. Letzter internationaler Erfolg wurde der Gewinn des erstmals ausgetragenen Mannschaftswettbewerbs bei den Rennrodel-Weltmeisterschaften 1990 in Calgary, den er an der Seite Müllers, Gabriele Kohlischs, Susi Erdmann, Hoffmanns und Jochen Pietzschs erreichte.